# Sternprodukt
Das Sternprodukt ist ein mathematischer Operator auf einer Poisson-Mannigfaltigkeit, der die Multiplikation der Algebra der glatten komplexwertigen Funktionen deformiert, so dass eine nicht-kommutative assoziative Algebra entsteht.
Der Operator ist eine sogenannte „Deformierungsquantisierung“, eine Formalisierung der Quantisierung aus der Physik, welches den Übergang eines Systems aus der klassischen Physik in die Quantenphysik bezeichnet. Das Sternprodukt ist ein Spezialfall einer formalen Deformation.

## Einführung
Eine Poisson-Algebra, welche zusätzlich eine *-Algebra ist, nennt man Poisson-*-Algebra.
Die klassischen Observablen in der Physik bilden eine kommutative Poisson-*-Algebra {\displaystyle {\mathcal {A}}_{C}\subseteq C^{\infty }(M)} von glatten, komplexen Funktionen auf einer Poisson-Mannigfaltigkeit {\displaystyle (M,\pi )}, wohingegen die Quanten-Observablen eine *-Algebra {\displaystyle {\mathcal {A}}_{QM}} von Operatoren auf einem Unterraum {\displaystyle D} eines Hilbertraum {\displaystyle H\supseteq D} bilden.
Die Quanten-Observablen sind Familien von selbstadjungierten Operatoren und {\displaystyle {\mathcal {A}}_{QM}} ist im Allgemeinen nicht-kommutativ.
Der Übergang eines Systems aus der klassischen Mechanik in die Quantenmechanik nennt man „Quantisierung“.
Eine Quantisierungsmethode ist die sogenannte „Deformierungsquantisierung“ (die von Flato, Lichnerowicz und Sternheimer eingeführt wurde), wobei die Struktur der Algebra der klassischen Observablen deformiert wird, sodass eine nicht-kommutative Algebra von Quanten-Observablen entsteht (statt die Observablen zu ändern).

### Formale Deformation
Sei {\displaystyle R} ein kommutativer Ring und {\displaystyle {\mathcal {A}}} eine (assoziative) Algebra über {\displaystyle R}. Sei {\displaystyle R[[\lambda ]]} der Ring der formalen Potenzreihen und mit {\displaystyle {\mathcal {A}}[[\lambda ]]} bezeichne man die Algebra der formalen Potenzreihen über {\displaystyle R[[\lambda ]]} mit Koeffizienten in {\displaystyle {\mathcal {A}}}.
Dann nennt man {\displaystyle \star } eine formale Deformation des Multiplikationsoperators {\displaystyle \cdot } (der Algebra {\displaystyle {\mathcal {A}}}), wenn {\displaystyle \star } eine {\displaystyle R[[\lambda ]]}-bilineare Abbildung ist
{\displaystyle \star :{\mathcal {A}}[[\lambda ]]\times {\mathcal {A}}[[\lambda ]]\to {\mathcal {A}}[[\lambda ]]}
so dass für jedes {\displaystyle u,v\in {\mathcal {A}}[[\lambda ]]}
{\displaystyle u\star v=uv\quad \operatorname {mod} \lambda }
wobei {\displaystyle uv} die Multiplikation für formale Potenzreihen ist:
{\displaystyle uv:=\sum \limits _{n=0}^{\infty }\lambda ^{n}\sum \limits _{k=0}^{n}u_{k}v_{n-k},\quad u_{k},v_{k}\in {\mathcal {A}}}

## Definition
Sei {\displaystyle (M,\pi )} eine Poisson-Mannigfaltigkeit, wobei {\displaystyle \pi } der Poisson-Tensor ist.
Ein Sternprodukt {\displaystyle \star } ist eine formale Deformation auf {\displaystyle C^{\infty }(M)[[\lambda ]]}, das heißt es ist eine {\displaystyle \mathbb {C} [[\lambda ]]}-bilineare Multiplikation
{\displaystyle \star :C^{\infty }(M)[[\lambda ]]\times C^{\infty }(M)[[\lambda ]]\to C^{\infty }(M)[[\lambda ]]}
der Form:
{\displaystyle f\star g=\sum \limits _{r=0}^{\infty }\lambda ^{r}C_{r}(f,g)}
wobei die {\displaystyle C_{r}} {\displaystyle \mathbb {C} }-bilineare Abbildungen sind
{\displaystyle C_{r}:C^{\infty }(M)\times C^{\infty }(M)\to C^{\infty }(M)}
so dass Folgendes gilt:
1. Der {\displaystyle \star } ist assoziativ: {\displaystyle (f\star g)\star h=f\star (g\star h)} für alle {\displaystyle f,g,h\in C^{\infty }(M)}
2. {\displaystyle C_{0}(f,g)=fg}
3. {\displaystyle C_{1}(f,g)-C_{1}(g,f)=i\{f,g\}\quad } (wobei {\displaystyle \{,\}} die Poisson-Klammern bezeichnet)
4. {\displaystyle 1\star f=f=f\star 1} für alle {\displaystyle f\in C^{\infty }(M)}

Falls die {\displaystyle C_{r}} bidifferentiale Operatoren sind, nennt man {\displaystyle \star } ein differentielles Sternprodukt.
Falls jedes {\displaystyle C_{r}} ein bidifferentialer Operator der Ordnung {\displaystyle r} in jedem Argument ist, so nennt man  {\displaystyle \star } ein natürliches Sternprodukt.
Man nennt ein  {\displaystyle \star } vom Weyl-Typ, falls {\displaystyle C_{r}(f,g)=(-1)^{r}C_{r}(g,f)} und {\displaystyle \star } hermitesch ist, das heißt es gilt {\displaystyle {\overline {f\star g}}={\bar {f}}\star {\bar {g}}} (mit Konvention {\displaystyle {\bar {\lambda }}=\lambda })

### Erläuterungen
Die assoziative Struktur der Multiplikation wird gleichzeitig mit der Lie-Struktur der Poisson-Klammern deformiert.

## Beispiele
- Das Moyal-Produkt {\displaystyle \star _{W}} auf {\displaystyle M:=\mathbb {R} ^{2n}} mit einer kanonischen symplektischen Form {\displaystyle \pi :=\omega } und der Planckschen  Konstante {\displaystyle \lambda :=\hbar } ist ein Sternprodukt. Für {\displaystyle f,g\in C^{\infty }(\mathbb {R^{2n}} )} gilt

{\displaystyle f\star _{W}g:=f(q,p)\exp \left({\frac {\mathrm {i} \hbar }{2}}\left({\overset {\leftarrow }{\partial _{q}}}{\overset {\rightarrow }{\partial _{p}}}-{\overset {\leftarrow }{\partial _{p}}}{\overset {\rightarrow }{\partial _{q}}}\right)\right)g(q,p)}.

## Existenz

### Auf symplektischen Mannigfaltigkeiten
De Wilde und Lecomte bewiesen, dass auf jeder symplektischen Mannigfaltigkeit ein differentielles Sternprodukt existiert.

### Auf Poisson-Mannigfaltigkeiten
Maxim Konzewitsch bewies, dass sich jede endlichdimensionale Poisson-Mannigfaltigkeit quantisieren lässt, was die Existenz von differentiellen Sternprodukten auf beliebigen Poisson-Mannigfaltigkeiten impliziert. Er zeigte, dass die Menge der Äquivalenzklassen der differentiellen Sternprodukte auf einer Poisson-Mannigfaltigkeit {\displaystyle (M,P)} mit der Menge der Äquivalenzklassen von Poisson-Deformationen von {\displaystyle P} übereinstimmt.